# 隐入尘烟
《隐入尘烟》是李睿珺編導的一部电影，曾入围第72屆柏林影展主竞赛单元。这是李睿珺的第六部剧情长片。影片主演为武仁林、海清。影片原计划于2022年2月25日上映，但于2月21日及其後多次撤档。最终于2022年7月8日在中国大陆正式上映。2022年8月9日在流媒体平台上线，同年9月26日在流媒体平台下架。

## 剧情
曹贵英（海清饰）常年在哥哥嫂子家过着被人嫌弃的生活，住在风吹雨淋的木棚，气虚体寒，一条腿还瘸了，干不了重体力活。她患有尿路疾病，不分时间场合都会小便失禁。由于没有生育能力，她在农村的婚恋市场处于食物链底层。贵英经哥哥嫂子的“安排”被介绍给邻村的大龄单身汉马有铁（武仁林饰）。马有铁排行老四，哥哥马有金、马有银都已经去世，尽管三哥马有铜日子过得不错，但他只能寄居在村里被弃置的空屋中，守着一头驴子过日子，被村里人笑称为“没有比你更穷的”。和贵英结婚之后，马有铁的日子一下子充满了盼头。他并不嫌弃贵英身体的疾病和残疾，勤奋种地，甚至还养了一窝鸡，想攒钱给贵英治病。村里收粮的老板得了怪病，需要大量输血。但是全村是“熊猫血型”的偏偏只有马有铁。为了让老板病好起来，还上拖欠全村人的粮钱，善良的马有铁开始给老板无偿献血。又要献血又要种地，马有铁的日子十分辛苦。祸不单行，村子里开始有偿拆除空屋，马有铁和贵英即将无家可归。他决心自己盖房子，一砖一瓦地，慢慢给自己和贵英盖成了一间平房，贴上结婚时候别人送的双喜贴花，期盼日子好起来。一点一滴贵英都看在眼里，渐渐对这个安排的丈夫产生了依恋和信赖。尽管她体弱多病，并不能帮马有铁干多少活，甚至还因此偶尔被他责骂，但是婚后的生活是她一生中鲜少享受的平静。好景不长，有一天生病的贵英去田头给马有铁送饭，一时头晕掉进河里死了。丧妻的马有铁如遭雷击，他将何去何从。

## 演员
- 武仁林 饰 马有铁
- 海清 饰 曹贵英
- 杨光锐 饰 张永福儿子
- 李生甫 饰 村长

## 制作
扮演男主角的武仁林是导演的姨父，一个出生于甘肃农村的农民。因故事背景为西北农村，为了能够演好角色，海清提前10个月进入剧组，住在武仁林的家里熟悉环境和当地方言。

## 票房
因题材小众，虽反响不错但票房惨淡，上映10天后票房才突破600万。上映近两个月后，随着口碑持续发酵，票房从8月底开始快速增长，8月31日及9月1日，票房接連突破4000万及5000万元人民币。9月7日，票房超過一億元人民幣。2022年9月12日，该片在中国大陆影院下映，最终票房为1.13亿元人民币。

## 下架
電影在票房走高與密鑰尚未到期時，被各院線提前下映。9月26日，优酷视频、爱奇艺、腾讯视频等串流媒體下架影片，均未說明下架原因。北京電影業人士表示，在當前文娛環境下，對此片被下架「不意外」。10月初，影片从第27届釜山國際電影節的展映活动消失，此前电影节宣布此片入围亚洲之窗单元。“隐入尘烟下架”的微博话题也從该網站消失。而為劇組進行審批的屬地管轄部門甘肅廣電系統遭受整肅。
2023年4月，香港科技大學賽馬會高等研究院表示，由於《隱入塵煙》未獲電檢處批出准映證，該校電影週取消原訂之放映。

## 評價
《隐入尘烟》是2022年豆瓣上首部超過8分（總分10分）的華語電影。電影一度登上優酷熱搜榜第一位，愛奇藝風雲榜「電影」類別第一位，騰訊視頻熱搜榜電影類別第一位。在Blibili評分為9.7分（總分10分）。電影因為農村題材在上映初期缺乏關注，上映次日電影院排片率僅為1.1%，之後數日更小於1%，後來作品口碑帶動更多人關注作品，排片率升到15.1%。電影票房分析师罗天文認為電影的票房逆襲為「奇跡」，電影超過了一般文藝片的範疇。罗天文也指出電影自8月9日免費上線視頻平台之後，電影院票房開始回升，上映後期票房的來源從一線城市轉到三四線城市為主。

## 奖项
| 類別                               | 入圍者       | 獎項           | 結果 | 參考   |
| ---------------------------------- | ------------ | -------------- | ---- | ------ |
| 第72屆柏林影展                     | 《隐入尘烟》 | 金熊奖         | 提名 | [ 22 ] |
| 第24届远东电影节                   | 《隐入尘烟》 | 银桑奖         | 獲獎 | [ 23 ] |
| 第24届远东电影节                   | 《隐入尘烟》 | 黑龙奖         | 獲獎 | [ 23 ] |
| 第67届西班牙巴利亞多利德國際電影節 | 《隐入尘烟》 | 最佳影片金釘獎 | 獲獎 |        |
| 第8届巴塞隆納亞洲電影節            | 《隐入尘烟》 | 最佳影片       | 獲獎 |        |
| 第17届里斯本與埃斯托里爾電影節     | 《隐入尘烟》 | 評審團特別獎   | 獲獎 |        |
| 第18届米什科爾茨國際電影節         | 《隐入尘烟》 | 最佳影片       | 獲獎 |        |
| 第18届米什科爾茨國際電影節         | 《隐入尘烟》 | 最佳外語片     | 獲獎 |        |
| 第19届葉里溫金杏國際電影節         | 《隐入尘烟》 | 最佳影片金杏獎 | 提名 |        |
| 第19届廣州學生電影節               | 《隐入尘烟》 | 最佳影片       | 提名 |        |

## 在地影響
故事所在的村莊因此進入公眾視野，更多人出於好奇來到此地，也希冀男主角武仁林多多拍攝洗麥子、和麵的日常生活影片，上載到抖音等社群網路。這些舉動再度觸動當局的神經，一邊一再要求李睿珺刪除影片，一邊開始清拆村內土坯房。

## 外链
- 豆瓣电影上《隐入尘烟》的資料 （简体中文）
- 1905电影网上《隐入尘烟》的资料（简体中文）
- 互联网电影数据库（IMDb）上《隐入尘烟》的资料（英文）